# پاتریک مک‌هنری
پاتریک مک‌هنری (به انگلیسی: Patrick McHenry) نمایندهٔ حوزه انتخابیه دهم کارولینای شمالی از حزب جمهوری‌خواه ایالات متحده آمریکا در مجلس نمایندگان ایالات متحده آمریکا است که برای نخستین‌بار در ۱۸ ژانویه ۲۰۰۵ میلادی به‌عضویت این مجلس درآمد.
از ۳ اکتبر ۲۰۲۳، پس از عزل کوین مک‌کارتی به عنوان  رئیس مجلس نمایندگان ایالات متحده آمریکا، پاتریک به عنوان جایگزین موقت در این مقام جایگزین شده‌است.